# 1967 في الأرجنتين
فيما يلي قوائم الأحداث التي وقعت خلال عام 1967 في الأرجنتين.

## سياسة

### انتهاء فترة المنصب
- 1 يناير – راؤول ألفونسين عضو مجلس النواب في الأرجنتين.

## أفلام
من الأفلام التي صدرت هذه السنة في الأرجنتين:
- 1 يناير – هل تودين الزواج بي ؟ من إخراج إنريكي كاريراس.

## مواليد

### يناير
- 9 يناير – كلاوديو كانيجيا لاعب كرة قدم أرجنتيني.
- 13 يناير – خورخي سكلاراندي ملاكم أرجنتيني.
- 31 يناير – بابلو ماريني

### أبريل
- 8 أبريل – فلافيو ساندو لاعب كرة قدم أرجنتيني.
- 11 أبريل – بابلو البانو لاعب كرة مضرب أرجنتيني.

### مايو
- 25 مايو – غوستافو ماتوساس مدرب، ولاعب كرة قدم أرجنتيني.

### يونيو
- 13 يونيو – إزيكييل كاستيلو لاعب كرة قدم أرجنتيني.

### يوليو
- 2 يوليو – كلاوديو بياجيو لاعب كرة قدم أرجنتيني.
- 5 يوليو – كريستيان مينيوسي لاعب كرة مضرب أرجنتيني.
- 14 يوليو – داريو أورتيز لاعب كرة قدم أرجنتيني.

### أغسطس
- 18 أغسطس – خورخي كاسترو ملاكم أرجنتيني.

### أكتوبر
- 15 أكتوبر – غوستافو زاباتا لاعب كرة قدم أرجنتيني.

### ديسمبر
- 30 ديسمبر – فرناندو مونير لاعب كرة قدم أرجنتيني.

## وفيات

### يونيو
- 6 يونيو – فيرناندو باتيرنوستر (مواليد 1903) لاعب كرة قدم أرجنتيني.

### أغسطس
- 31 أغسطس – تامارا بانك (مواليد 1937)

### أكتوبر
- 9 أكتوبر – تشي جيفارا (مواليد 1928) ثوري وزعيم حرب عصابات وكاتب وطبيب.
- 25 أكتوبر – غييرمو لوفيل (مواليد 1918) ملاكم أرجنتيني.